# Rue de l'Amiral-Cloué
La rue de l'Amiral-Cloué est une voie du 16e arrondissement de Paris, en France.

## Situation et accès
La rue débute quai Louis-Blériot pour déboucher sur l'avenue de Versailles.

## Origine du nom
Elle est nommée en l'honneur de l'amiral Georges Charles Cloué (1817-1889).

## Historique
Cette voie, située sur l'ancienne commune d'Auteuil existait en 1856 sous le nom de « rue de Galiote » du nom des anciens bateaux, appelés « galiotes », qui faisaient le service entre Paris et Saint-Cloud et dont la station était au quai d'Auteuil.
Après le rattachement de cette commune à Paris par la loi du 16 juin 1859, elle est réaménagée en 1896 sous le nom de « rue Benjamin-Godard », en l'honneur du compositeur français et violoniste Benjamin Godard (1849-1895), classée dans la voirie parisienne par un décret du 21 avril 1897 et reçoit sa dénomination actuelle par un arrêté du 24 juin 1907.

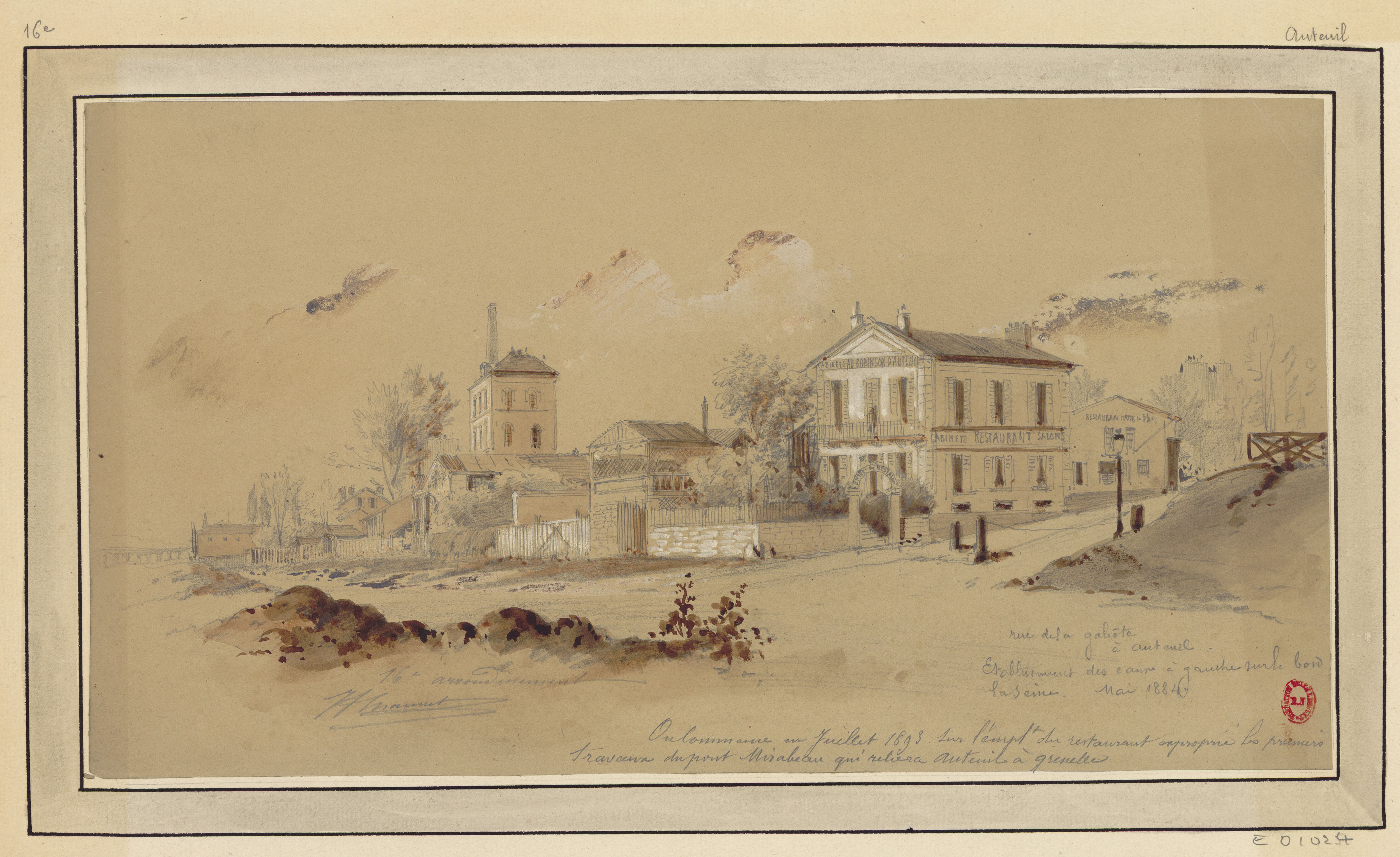
La rue de la Galiote en 1884. On aperçoit à gauche la pompe d'Auteuil, aujourd'hui le pavillon de l'eau (dessin de Jules-Adolphe Chauvet).
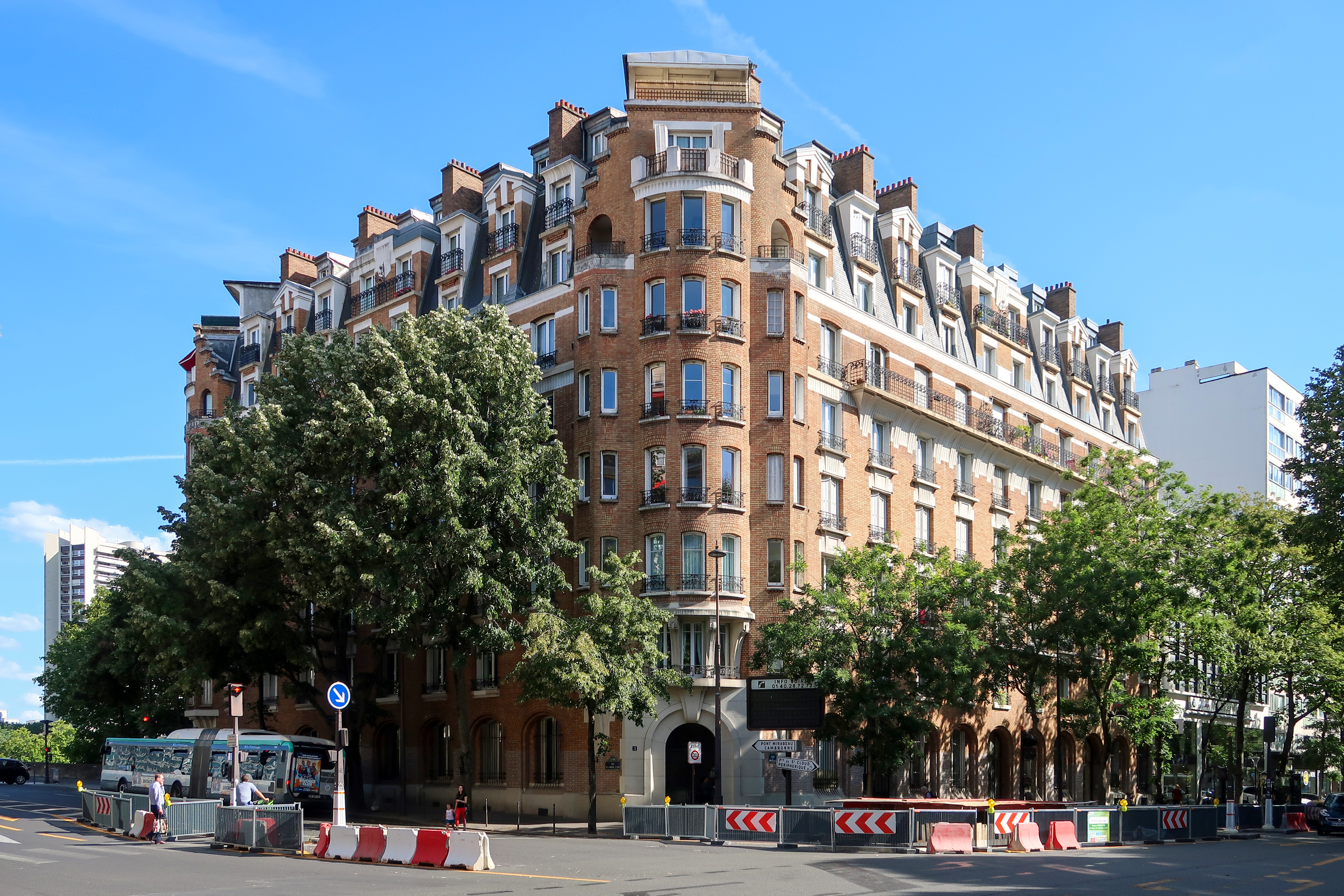
Au croisement avec l'avenue de Versailles.